# マルチプリント・イン
MULTI PRINT IN（マルチプリント・イン）は、タプコムが開発、販売する、Windows版対応のバリアブル印刷ソフトである。
マルチプリント・インは、テキスト、写真、バーコード、ナンバリング、パーツなどを可変させて印刷させるためのアプリケーションであり、面付け機能、ウィザードなども搭載している。また、同社レイアウトソフト、プロポジションと相互関係にあり、プロポジションでレイアウトし、マルチプリント・インでバリアブル印刷を行うというレイアウトソフトとバリアブルソフトが連動する製品である。2009年8月に、バージョンアップを行い、最新版は、マルチプリント・インVer3.0である。また、Ver3.0からは、PDFを読み込み、PDFを下絵としてのバリアブル印刷が行えるようになった。Ver4.0では、GS1-128 バーコードが追加された。
オンデマンド印刷、バリアブル印刷といった分野での使用があり、DM、名刺、PoP、賞状、チケットなどは、この手のソフトの通常の活躍分野といえる。現在は、個人向けカタログ、オリジナルパンフレットといった、顧客ひとりひとりに向けて発信する印刷物への注目度が高い。

## 履歴
- マルチプリント・イン Ver1.0 2005年9月　発売

データベースの有効活用で、より付加価値の高い印刷物の作成を目的とし開発
- マルチプリント・イン Ver2.0 2007年2月　発売

串刺し面付けやナンバーリング、カスタマーバーコードの自動注出、名刺カッター専用マークのプリント機能などを搭載し、より詳細なプリント指定が可能
- マルチプリント・イン Ver3.0 2009年8月　発売

PDFの下絵化、業界初のバリアブルウィザード搭載、プロポジションとの連動、面付けの簡易化などの変更
- マルチプリント・イン Ver4.0 2016年4月　発売

Windows 10対応。GS1-128 バーコード、CMYKイメージ画像の読み込み、また、使用許諾コード発行のweb化による即時発行システムを構築

## 特徴
1. 目的別ウィザード搭載　マルチプリント・インは、主要9つのアイテムの作成をサポートするバリアブル業界初の、バリアブルプリント・ウィザードを搭載している。目的に合わせて、ウィザードが操作をリードする。ウィザードでは、目的→デザイン→下絵→面付け→データベースの順に、選択する。＜9つの目的別ウィザード＞はがき・圧着はがき・封筒・名刺・カード・POP・ビジネスレター・賞状・カタログ
2. ドラッグ＆ドロップによるリンク付け　だれにでも簡単に操作方法が習得できることを前提とし、リンク設定はドラッグ＆ドロップで完了する。テキストだけでなく、写真やバーコードでも、同様。
3. フォーム作成に、レイアウトソフトプロポジションを利用　フォーム編集における文字、イラスト、写真、描画などを自由自在にレイアウトできる。写真素材もサムネイル表示されるパーツライブラリからドラッグ＆ドロップで簡単に貼り付け可能。DTPに必要とされる機能を使いやすく搭載しているので、自由にフォームが作成できる。
4. JPEG、BMP、PDFファイルを下絵に。　既存の印刷物へのバリアブル印刷で、差し込みの位置合わせに、下絵取り込み機能を搭載。アタリとして下絵を表示するが印刷はしない、という設定が可能。下絵の印刷もできるので、PDFファイルの上にバリアブル印刷を行うことも可能。
5. イメージ、バーコード、ナンバリングの設定充実　イメージ、バーコード、ナンバリングと、データベース、マスタ参照などが、バリアブル項目に含まれている。差し込み可能項目＜画像＞jpg、bmp、wmf　データベース名と、一致した画像を表示。＜バーコード＞バーコードの初期設定はすべて各種標準規格サイズに設定。JANコード(8/13桁)、UPC-A　UPC-E　ITF6　ITF14　ITF16　ITF free　CODABAR（NW7）CODE39　CODE128　カスタマーバーコード　QRコード、PDF417　14種より選択可能。＜ナンバリング＞初期値、増減値、表示形式を設定可能。前後に文字を付加することも可。
6. グラフ、写真、テキストの複雑な組み合わせブロックもバリアブルにできる　テキスト、写真、地図、グラフなど複雑なブロックでのバリアブルも、ひとつのパーツとして登録することで、1つのキーワードで差し替えが可能。
7. リンク情報をプリント前にチェック　プリント前に、イメージなどのリンク切れを事前にチェックできる。文字の溢れは、縮小、長体、平体などでバランスよく枠内に収め回避する。
8. すべて確認できるプリントプレビュー　　すべてのレコードに対して、差込結果や、面付け、串刺しの設定状況など、印刷結果をプレビューで瞬時に確認できる。
9. プリント環境も選ばない　PSプリンターだけでなく、一般的なGDIプリンターや、オフィス内の複合機、家庭用インクジェットプリンターでも利用可能。
10. プリントスピードへのこだわり　多枚数になるバリアブルプリントを、より安全にスピーディにプリントするために、JOB分割送信機能を搭載。Ver3.0では、データの展開速度がさらに早くなった。

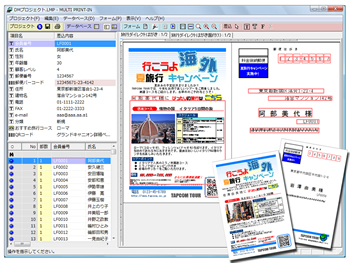
DM作成画面
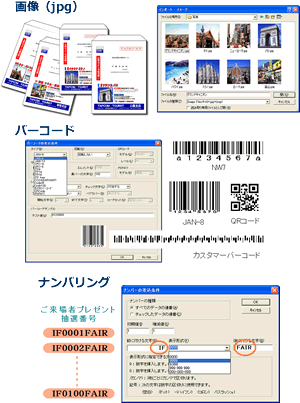
バリアブル項目
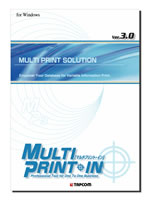
パッケージ